# 安亭市民广场
安亭市民广场位于上海市嘉定西部安亭镇墨玉路267号，占地面积6.9亩。安亭市民广场原为安亭公园，后者由上海市建设委员会、嘉定区政府和上海市园林局共同出资兴建，1993年11月开工，1995年5月落成并开放。2003年，安亭镇政府又将安亭公园改建为安亭市民广场。